# 拉夫萊迪鎮區 (北卡羅萊納州伯克縣)
拉夫萊迪鎮區（英語：Lovelady Township）是位於美國北卡羅萊納州伯克縣的一個鎮區。

## 地方資料
拉夫萊迪鎮區的面積為57.49平方千米，皆為陸地。根據2020年美國人口普查的數據，當地共有人口8607人，而人口密度為每平方千米149.71人。